# Карл III (герцог Пармский)
Фердинанд Карл III Бурбон-Пармский (итал. Ferdinando Carlo III di Borbone-Parma; 14 января 1823, Лукка, Тоскана — 27 марта 1854, Парма) — герцог Пармский из династии Пармских Бурбонов.

## Жизнь
Сын Карла II Пармского и Марии Терезы Савойской. Вступил на престол после отречения отца в 1849 году. Он не брал на себя управление герцогством до 25 августа, когда совершил торжественный въезд в Парму в качестве нового герцога. 
Хотя Карл III был приверженцем абсолютизма, его правление было менее авторитарным, чем правление его кузенов в Неаполе и Тоскане. Он был противником смертной казни, и за все время его правления ни один смертный приговор не был приведен в исполнение. Во внешней политике он ориентировался на Великобританию, однако он был обязан своим троном австрийским Габсбургам. 
Карл III, несмотря на свое личное обаяние, был непопулярным в народе. Дворянство относилось к нему настороженно, в то время как рабочие относились к нему лояльно.
Несмотря на то, что он осознавал своё положение, он проводил репрессии против неугодных ему слоёв населения. К 1853 году по стране начали распространяться слухи о заговоре.
27 марта 1854 года герцог был убит в результате покушения во время вечерней прогулки.

## Семья
С 1845 года был женат на Луизе д’Артуа (1819—1864), дочери Карла, герцога Беррийского. Дети:
- Маргарита (1847—1893)
- Роберт I (1848—1907), герцог Пармский
- Алиса (1849—1935)
- Генрих (1851—1905)